# Plutarchia coronaria
Plutarchia coronaria är en ljungväxtart som först beskrevs av Joseph Dalton Hooker, och fick sitt nu gällande namn av A. C. Smith. Plutarchia coronaria ingår i släktet Plutarchia och familjen ljungväxter. Inga underarter finns listade i Catalogue of Life.